# 八路军一二九师东进纵队司令部旧址
八路军“一二九”师东进纵队司令部旧址，位于中国河北省邢台市北大街，为邢台市南宫市的一个省级文物保护单位，类型为近现代文物，公布时间为2001年2月7日。
八路军“一二九”师东进纵队司令部旧址的历史年代为1938年。